# Harterts camaroptera
Harterts camaroptera (Camaroptera harterti) is een kleine zangvogel uit het geslacht Camaroptera uit de familie Cisticolidae. Deze vogel is genoemd naar de Duitse ornitholoog Ernst Hartert.

## Taxonomie
Harterts camaroptera wordt samen met de blaatcamaroptera (Camaroptera brevicaudata) vaak beschouwd als ondersoort van de mekkercamaroptera (C. brachyura).

## Verspreiding en leefgebied
Deze soort komt voor in zuidoostelijk Gabon en noordwestelijk Angola.